# Mixtape: 第一輯
《Mixtape: 第一輯》(英語：Mixtape, Vol.1) 是美國創作歌手凱恩·布朗第三張迷你專輯，於2020年8月14日由RCA納許維爾發行。

## 發行背景
4月21日，發佈單曲《回到從前》，並透露個人第三張迷你專輯已經完成，發佈日期則因2019冠狀病毒病疫情而無限期延遲。8月10日，凱恩·布朗於鮑比·博內斯訪談秀透露個人第三張迷你專輯的名稱及發行日期。

## 創作背景

### 歌曲介紹
專輯以《回到從前》作為開首，原意是希望創造「夏日感覺」的歌曲而誕生，但是歌曲作為首波主打發行後，便進入隔離時期。布朗認為歌曲十分符合隔離時期，因為大家均渴望恢復正常狀態：「我們只是希望一切『回到從前』」。《像這樣》是和哈立德及斯韋·李攜手合作，布朗指出歌曲是關於每個人在戀情會擁有的不同感受。《崇拜你》作為專輯第三首歌曲，是受到太太及女兒啟發，布朗形容歌曲是《天堂》的延伸。《BFE》是對美國所有小鎮的致敬，他慶祝那些來自並非總是有很多事情發生的小鎮的人們，「他們總能找到辦法活過來」。《不知道愛是什麼》描述在找到「對的人」之前對愛不確定的感覺，他希望聽眾不論歌曲的含義如何，都能從這首歌中獲得良好的共鳴。《我最後一次對你說對不起》和約翰·傳奇合唱，是關於男性在關係中經常和另一半道歉，但很快又打回原形，憑藉此曲，他們希望表達「這是我最後一次對你說對不起」。《世界之美》作為專輯結尾，歌曲體現了「每個人都很美麗」的前提，宣揚愛與和平的訊息。

## 榮譽及評價
| 評論得分                | 評論得分 |
| 來源                    | 評分     |
| ----------------------- | -------- |
| 《AllMusic》            | [ 4 ]    |
| 《Entertainment Focus》 | [ 10 ]   |

《Lyric雜誌》的詹姆斯·戴金指出《Mixtape:第一輯》將歡樂帶給了樂迷和廣大聽眾，融合各種聲音及風格，並且結合了具有約束力的敘述；《Mixtape:第一輯》是完美的例子示範如何擺脫既定框框，並認為凱恩·布朗是鄉村音樂的未來，因為他具有前瞻性和創造力，他著眼於未來，而不是過去，他製作的音樂歡迎所有種族、性別和口味的觀眾。
皮爾·埃伍德·休斯也給予高度評價，布朗在《Mixtape: 第一輯》展現了他的才能。 儘管他的風格變化可能並不適合所有國家/地區的歌迷，但他發現布朗是一個令人耳目一新的變化－他的聲線是典型鄉村歌手的音色，但通過他的音樂，他向所有啟發他的流派致敬。 我敢肯定，人們會抱怨這還不夠鄉村，但他們不能說這不是精心製作的歌曲集。
《Music Mayhem雜誌》的安德魯·溫多夫斯基表示《Mixtape: 第一輯》成功體現了布朗的音樂風格轉變能力，他以獨特的方式將鄉村音樂與流行音樂、嘻哈甚至節奏藍調等其他流派的元素融為一體。溫多夫斯指出這種多樣清新的聲音成為他自己的標誌性聲音，並且認為他獨特的聲音將繼續塑造下一代鄉村音樂。

## 曲目
| 曲目     | 曲目                                                              | 曲目                                                                                           | 曲目             | 曲目  |
| 曲序     | 曲目                                                              | 词曲                                                                                           | 監製             | 时长  |
| -------- | ----------------------------------------------------------------- | ---------------------------------------------------------------------------------------------- | ---------------- | ----- |
| 1.       | Cool Again（回到從前）                                            | 凱恩·布朗 林賽·里姆斯 喬希·霍格 馬特·麥金                                                      | 丹恩·霍夫 里姆斯 | 2:44  |
| 2.       | Be Like That (與哈立德及斯韋·李合作)（像這樣）                    | 布朗 哈立德·唐納爾·羅賓遜 哈利夫·布朗 亞歷山大•埃斯凱爾多•伊斯基爾多 邁克·威爾 瑞安·沃伊特薩克 | 查理·漢德森      | 3:11  |
| 3.       | Worship You（崇拜你）                                             | 布朗 沃伊特薩克 亞歷山大·伊斯基爾多                                                            | 霍夫             | 3:25  |
| 4.       | BFE                                                               | 布朗 麥金 山姆·埃利斯 泰勒·菲利普斯 威爾·瑟利                                                  | 霍夫             | 3:00  |
| 5.       | Didn't Know What Love Was（不知道愛是什麼）                       | 布朗 里姆斯 麥金 西·卡特                                                                       | 霍夫 里姆斯      | 3:07  |
| 6.       | Last Time I Say Sorry (和約翰·傳奇合唱)（我最後一次對你說對不起） | 布朗 麥金 安德魯·戈德斯坦 約翰·史提芬斯                                                        | 戈德斯坦         | 3:14  |
| 7.       | Worldwide Beautiful（世界之美）                                   | 布朗 卡特 喬丹·施密特 瑞安·赫德                                                                | 霍夫             | 3:28  |
| 总时长： | 总时长：                                                          | 总时长：                                                                                       | 总时长：         | 22:09 |

## 榜單表現
| 榜單 (2020)                               | 最高排名 |
| ----------------------------------------- | -------- |
| 加拿大（《告示牌》Canadian Albums Chart） | 16       |
| 美国（《告示牌》200）                     | 15       |
| 美國（《告示牌》Top Country Albums）      | 2        |

| 榜單 (2020)                      | 排名 |
| -------------------------------- | ---- |
| 美國最佳鄉村專輯榜（《告示牌》） | 41   |